# أمازيغ كاتب
أمازيغ كاتب (من مواليد 16 سبتمبر 1972 بمدينة سطاوالي بالجزائر العاصمة)، هو مُغني قناوي جزائري، هو مؤسس وأحد أهم أعضاء فرقة قناوى ديفيزيونويُلقب غالبا بالمتمرد، وهو إبن الروائي الجزائري كاتب ياسين.

## روابط خارجية
- أمازيغ كاتب على موقع IMDb (الإنجليزية)
- أمازيغ كاتب على موقع ألو سيني (الفرنسية)
- أمازيغ كاتب على موقع ميوزك برينز (الإنجليزية)
- أمازيغ كاتب على موقع أول موفي (الإنجليزية)
- أمازيغ كاتب على موقع ديسكوغز (الإنجليزية)
- أمازيغ كاتب على موقع كينوبويسك (الروسية)